# Der arme Müllerbursch und das Kätzchen
Der arme Müllerbursch und das Kätzchen ist ein Märchen (ATU 402). Es steht in den Kinder- und Hausmärchen der Brüder Grimm an Stelle 106 (KHM 106).

## Inhalt
Ein alter Müller will seine Mühle dem seiner Knechte geben, der das beste Pferd beschafft. Hans, den jüngsten, wollen die zwei anderen nicht mithaben, weil sie ihm nichts zutrauen und er die Mühle nicht will, und lassen ihn nachts in einer Höhle zurück. 
Im Wald verspricht ihm ein buntes Kätzchen ein Pferd, wenn er ihm sieben Jahre dient. In ihrem verwunschenen Schlösschen dienen viele Kätzchen, die beim Essen musizieren. Als er nicht mit ihr tanzen will, bringen sie ihn zu Bett. Er muss Holz hacken, Heu machen und zum Schluss ein Häuschen bauen, mit Werkzeug aus Kupfer, Gold und Silber. Das Kätzchen zeigt ihm die Pferde und schickt ihn dann heim. Dort wird er ausgelacht, weil ihm seine alten zerrissenen Kleider nicht mehr passen. Er muss im Gänsestall schlafen. 
Am nächsten Morgen kommt eine Prinzessin in einer Kutsche mit seinem Pferd, das besser ist als die Pferde der anderen Knechte. Dann nimmt sie Hans mit in das von ihm gebaute Haus, das sich in ein Schloss verwandelt hat.

## Sprache

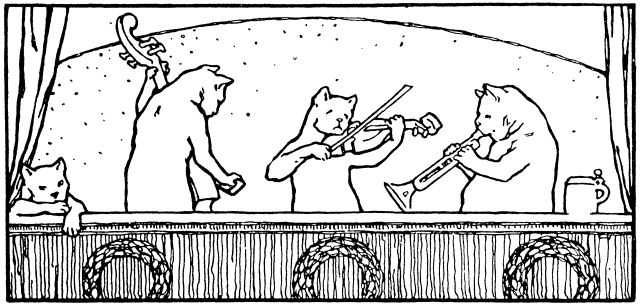
Illustration von Otto Ubbelohde, 1909

Der Erzähler kommentiert das Fehlverhalten der Älteren („ja! es wird euch doch nicht gut gehen!“) und schließt: „Darum soll keiner sagen, daß wer albern ist, deshalb nichts Rechtes werden könne“. Auch wörtliche Reden wurden durch die Brüder Grimm eingefügt: „Ich bin alt und will mich hinter den Ofen setzen“ (vgl. KHM 35, nur 2. Aufl.), „Das tut recht sanft“.

## Herkunft

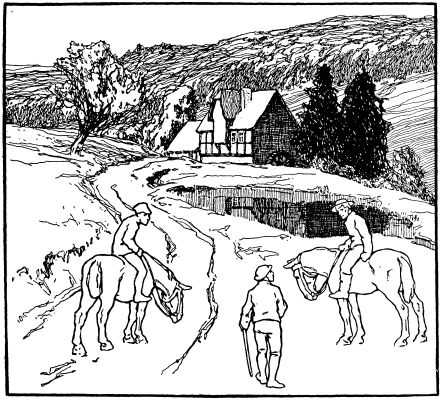
Illustration von Otto Ubbelohde, 1909

Grimms Anmerkung notiert „Aus Zwehrn“ (von Dorothea Viehmann) und vergleicht KHM 63 Die drei Federn, wo die Brüder des Dummling auch aus Geringschätzung schlechtes Leinen bringen wie hier schlechte Pferde. Sie berichten eine „andere Erzählung aus dem Paderbörnischen“ (von Familie von Haxthausen): Der Dummling dient einem grauen Männchen treu beim Holzhacken und bekommt das schönste Pferd. Die Brüder stecken ihn in einen Kalkofen. Das Männchen holt ihn wieder heraus und salbt ihn gesund. Dann holt er das beste Hemd. Die Brüder erschießen ihn und beschuldigen ihn beim Vater des Teufelsbundes. Nun muss er das beste Brot holen und erhält von einem Mütterchen, mit dem er sein Essen teilt, eine Wünschelrute. Als er die übers Wasser hält, kommt ein Schildkrötchen, das ihm Geld macht und nach einem Jahr das schönste Brot. Dafür bekommt er Vaters Mühle und findet neben dem Schildkrötchen eine Prinzessin, die er vom Fluch ihrer Mutter erlöst hat. Als er die Schildkröte einmal ins Feuer fallen lässt, spuckt ihm seine Frau ins Gesicht, er vergräbt sich in eine tiefe Höhle mit der Inschrift „hier unten soll mich niemand finden als Gott allein“. Der kranke König kommt zufällig hin und wird gesund. Er lässt nachgraben und versöhnt sie. Die Brüder Grimm nennen weitere Literaturstellen: Zingerle „S. 171“, Colshorn Nr. 15, ein schwedisches Volkslied, Cavallius „S. 300“, französisch bei Aulnoy La Chatte blanche, polnisch bei Lewestam „S. 101“, albanisch bei Hahn „2“.
Heinz Rölleke zufolge geht das Märchen wie auch Die drei Federn über Dorothea Viehmann, vielleicht über die anonymen Braunschweiger Feen-Märchen (1801), letztlich auf Aulnoy La Chatte blanche zurück. Die „andere Erzählung aus dem Paderbörnischen“ stimme mit Johann Gustav Gottlieb Büschings Mährchen von der Padde (1812) überein und beeinflusste den Text. Später arbeitete Wilhelm Grimm noch eine Fassung ein, die sein Sohn Herman am 5. September 1833 erzählte. So verfuhr er bei Texten von Dorothea Viehmann sonst nicht. Der arme Müllerbursch und das Kätzchen erschien auch in der kleine Ausgabe der Sammlung, wohl die putzigen Katzen machten es populär. Laut Hans-Jörg Uther wird es oft durch Der gestiefelte Kater ersetzt. Vorliegendes Schwankmärchen konzentriert sich weniger auf die Brüderrivalität als auf die Abenteuer des Jüngsten. Seine Weigerung, mit einer Katze zu tanzen, führt hier nicht zu Verwicklungen. In anderen Fassungen scheint seine Aufgabe das Holzmachen, Schichten eines Scheiterhaufens und Verbrennen des Katzenfells oder der abgehauenen Pfoten zu sein. Dorothea Viehmann zielt mehr auf die Überraschung in der Mühle, vielleicht beeinflusst von Aulnoys La chatte blanche. Das Märchen vom verkannten Jüngsten wird zu einem von der auf den Erlöser wartenden Braut, wie KHM 92 Der König vom goldenen Berg.
Dummlingsmärchen bei Grimm: KHM 33 Die drei Sprachen, KHM 54 Der Ranzen, das Hütlein und das Hörnlein, KHM 57 Der goldene Vogel, KHM 62 Die Bienenkönigin, KHM 63 Die drei Federn, KHM 64 Die goldene Gans, KHM 97 Das Wasser des Lebens, KHM 165 Der Vogel Greif, KHM 54a Hans Dumm, KHM 64a Die weiße Taube. Märchen mit Tierbräutigam: KHM 1 Der Froschkönig oder der eiserne Heinrich, KHM 88 Das singende springende Löweneckerchen, KHM 108 Hans mein Igel, KHM 127 Der Eisenofen, KHM 161 Schneeweißchen und Rosenrot, KHM 59a Prinz Schwan, KHM 82a Die drei Schwestern, KHM 99a Der Froschprinz, KHM 119a Der Faule und der Fleißige, KHM 129a Der Löwe und der Frosch.

## Interpretation

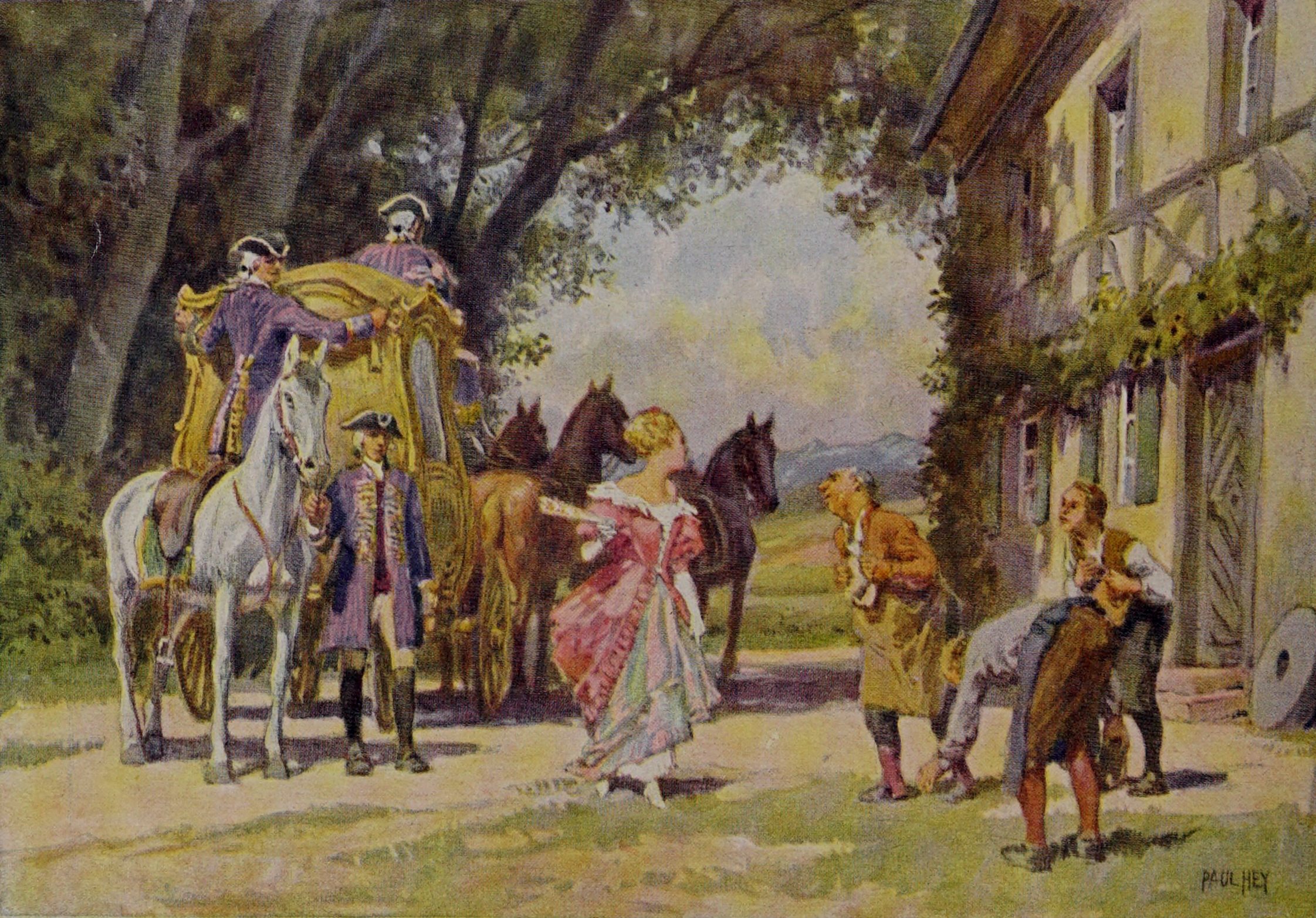
Illustration von Paul Hey, 1938

Bei Rudolf Meyer stehen Silber und Katze für ein mondhaftes Instinktleben. Edzard Storck nennt es Kräfte „der Phantasie und des Herzens“, das bunte Kätzchen meine „die Regsamkeit des inneren Lebens, welches zur inneren Herzkraft erblüht“. Er zitiert Paulus: „Wenn jemand unter euch in dieser Weltzeit weise zu sein vermeint, so muß er erst ein Tor werden, um dann wirklich zur Weisheit zu gelangen“ (1 Kor 3,18 ) und „Wer will uns von der Liebe Christi scheiden? Etwa Trübsal oder Bedrängnis, Verfolgung oder Hunger oder Mangel an Kleidung … ?“ (Röm 8,35 ). Für Ortrud Stumpfe ist die Katze, mit der der Müllerbursch nicht tanzt, „Symbol der genüssig durch die Lebensvollzüge hindurchgleitenden Kraft, die selbstverliebt genießt“, Silber die Mondkraft und Leidenschaft, Gold das Aufleuchten der Bewusstseinskräfte.

## Film
- Der arme Müllerbursch' und das Kätzchen, DEFA-Trickfilm, 50 min., DDR 1971, Regie: Lothar Barke, Helmut Barkowsky.[9]